# Русские стихи 1890-х — 1925-го годов в комментариях
«Русские стихи 1890-х — 1925-го годов в комментариях» (1993; второе издание «Русский стих начала XX века в комментариях», 2001) — книга Михаила Гаспарова, учебное пособие по стиховедению.

## Содержание
Учебное пособие построено как антология стихотворений начала XX века со стиховедческими комментариями. Стихи отобраны не хрестоматийные, а такие, на примере которых можно точнее объяснить тот или иной термин. Книга состоит из восьми разделов: «Стих и проза», «Стихораздел и рифма», «Ритмика», «Силлабо-тоническая метрика», «Несиллабо-тоническая метрика», «Строфика», «Твёрдые формы», «Стих и смысл (семантика 3-ст. хорея)» и завершается «Не-энциклопедической справкой об авторах». В книге приводятся стихи поэта Т. А. Ящука, под маской которого, возможно, скрывался сам Гаспаров.

## Критика. Награды
Кирилл Постоутенко в рецензии на первое издание пишет, что учебное пособие Гаспарова будет полезно как филологу-первокурснику, так и опытному исследователю.
За книги «Русские стихи…» и «Авсоний. Стихотворения» Михаил Гаспаров получил Государственную премию Российской Федерации за 1994 год.